# Monica Vera
Monica Vera (née le 27 mars 1986) est une actrice de films pornographiques espagnole .

## Récompenses internationales et nominations
- Vainqueure Ninfa Prize au FICEB en 2006 – Reine du FICEB [2],
- Vainqueure Ninfa Prize au FICEB en 2007 – Meilleure actrice espagnole (Talion)[3].